# Carlos VIII de Suecia
Karl Knutsson (Carlos VIII de Suecia; 1 de octubre de 1408 o 1409-15 de mayo de 1470). Rey de Suecia en tres ocasiones: 1448-1457, 1464-1465 y 1467-1470; y regente de Noruega (1449-1450).
Rey de Suecia en uno de los períodos más turbulentos de la historia de ese país. La inestabilidad política reinante hizo que fuera exiliado del país en dos ocasiones y que ocupara el poder cuatro veces (tres como rey). Fue un monarca que demostró gran dureza contra sus adversarios, trató de hacerse del poder de la Unión de Kalmar, por lo cual se enfrentó, en un largo conflicto, al rey de Dinamarca, que tenía la misma aspiración. La guerra que sostuvo contra Dinamarca reflejaría la inviabilidad de una unión y sería el comienzo de una abierta y larga rivalidad entre ambos reinos.

## Sus primeros años
Carlos pertenecía a la familia Bonde. Nació en 1408 o 1409, hijo del caballero y miembro del Consejo Canuto Tordsson y de Margarita Karlsdotter. Después de la muerte de su padre en 1413, se educó en casa de su padrastro Sten Turesson. En sus años de juventud, realizó viajes al extranjero, donde estudió arte e idiomas.

## Regente de Suecia
Carlos Knuttson comenzó su vida política a partir de la sublevación encabezada por Engelbrekt Engelbrektsson contra el rey Erico de Pomerania en 1434, cuando se unió a la rebelión. Ese mismo año, fue nombrado miembro del consejo. En las negociaciones de los rebeldes con el rey, Carlos Knutsson alcanzó gran renombre, y fue propuesto para ocupar el cargo de supremo jefe de justicia (Risksdrots), pero finalmente el rey lo eligió como supremo condestable (Riksmarsk) en 1436. Posteriormente, los acuerdos con Erik de Pomerania se rompieron tras no cumplir sus promesas, y se eligió a Carlos como gobernador militar (Rikshövitsman) en 1436.
En un principio, Carlos tuvo que compartir el poder con Engelbrekt Engelbrektsson; sin embargo, tras el asesinato de Engelbrektsson en abril de 1436, Carlos se convirtió en el único gobernante de Suecia, y anuló las pretensiones políticas de los seguidores de Engelbrektsson.
En marzo de 1438, tras llegar el consejo a un acuerdo con Erik de Pomerania y nombrarlo nuevamente rey de Suecia, Carlos abandonó su puesto de gobernador militar, pero el otoño del mismo año, el rey Erik partió en exilio rumbo a Gotland, y Carlos fue elevado a regente del reino.
Las primeras acciones de Carlos Knutsson como gobernante fueron debilitar a sus adversarios políticos. Krister Nilsson, que defendía la Unión de Kalmar y el regreso del rey Erik, fue encarcelado. Cuando el duque Cristóbal de Baviera fue elegido rey de Dinamarca, el consejo entró en negociaciones con él para regresar a Suecia al seno de la Unión. Carlos aceptó declinar en favor de Cristóbal de Baviera, a condición de obtener toda Finlandia y Öland. Finalmente, reconoció la elección de Cristóbal como rey de Suecia en 1440.
Después de la coronación de Cristóbal en septiembre de 1441, Carlos adquirió un gran favor por parte del nuevo rey y se hizo de un gran feudo en Finlandia. Ese mismo año fue nombrado supremo jefe de justicia del reino (Riksdrots) y posteriormente adquirió de nuevo el cargo de supremo condestable (Riksmarsk). Después de 1441, las buenas relaciones entre ambos se deterioraron y Carlos permaneció durante casi todo el resto del reinado de Cristóbal en Finlandia. En Viborg estableció una corte independiente y se enfrentó constantemente al gobierno sueco.

## Rey de Suecia
Tan pronto como Cristóbal de Baviera falleció en 1448, Carlos regresó a Suecia y, tras unas elecciones poco transparentes, el 20 de junio de 1448 fue elegido rey de Suecia contra los deseos de los regentes Bengt y Nils Jönsson. El 28 de junio fue formalmente electo en las piedras de Mora y enseguida coronado rey.
Enseguida Carlos buscó retornar a Suecia la isla de Gotland, en poder de Erik de Pomerania, pero no lo consiguió. Al mismo tiempo, buscó restablecer la Unión de Kalmar, para lo cual buscó hacerse de la corona de Noruega —este último reino siempre había sido una monarquía hereditaria, pero se encontraba entonces tan debilitada que decidió elegir a su nuevo rey—. Sin embargo, en Dinamarca en septiembre de 1448 había sido elegido rey Cristián I, quien también ambicionaba el trono de la unión, lo que llevó a una serie de fricciones entre los dos reyes que comenzaron en Noruega. El 20 de noviembre de 1449, Carlos fue coronado en Trondheim como rey de Noruega, pero otro partido que gobernaba en el sur de ese país, prefirió a Cristián de Dinamarca e ignoró la elección de Carlos. Carlos buscó imponer su poder en toda Noruega, pero se llegó a un acuerdo de paz en mayo de 1450, cuando se estableció la resolución del conflicto entre Suecia y Dinamarca mediante un congreso. Los delegados suecos prometieron convencer a Carlos de renunciar a sus pretensiones sobre Noruega, y se acordó que, en caso de muerte de alguno de los dos reyes (ya fuera Carlos o Cristián), el sobreviviente se haría cargo de las posesiones del otro, y se restablecería la Unión de Kalmar.
El reinado de Carlos en Noruega duró un año; en 1450 renunció al trono. En septiembre de 1451 estalló la guerra entre Dinamarca y Suecia, al no ponerse de acuerdo los dos gobiernos en un tratado de unión. La paz se alcanzó en 1453 y duró hasta 1455.

## Derrocamiento
La ambición de Carlos de controlar el poder real y secular, le atrajo enemigos por parte del clero. El creciente descontento por la guerra contra Dinamarca, así como las cuentas pendientes con adversarios políticos derivó a inicios de 1457 en una abierta sublevación contra el rey, encabezada por el arzobispo Jöns Bengtsson. Jöns Bengtsson había conspirado a favor del rey Cristián I para que este ocupase el trono de Suecia. La rebelión obligó a Carlos a embarcarse en Estocolmo rumbo a la ciudad alemana de Danzig, en febrero del mismo año. En esa ciudad permaneció hasta 1464.
Los rebeldes eligieron como regentes al arzobispo Jöns Bengtsson y al noble Erik Axelsson. Estos dos organizaron la elección del rey Cristián I de Dinamarca como nuevo rey de Suecia.

## Rey por segunda y tercera vez
El arzobispo Jöns Bengtsson pronto tuvo diferencias con el rey Cristián, quien lo encarceló en 1463. Los seguidores de Jöns, encabezados por el obispo Kettil Karlsson, se levantaron contra Cristián e hicieron un llamado a Carlos para que regresara a Suecia. Carlos regresó de su exilio en el otoño de 1464 para ocupar el trono por segunda vez. Esta vez Carlos contó con la adherencia de una gran parte de la nobleza. Sin embargo, tan pronto como fue liberado, Jöns Bengtsson nuevamente comenzó a conspirar en favor del depuesto Cristián, y fraguó una rebelión contra Carlos. Con la revuelta a punto de estallar, Carlos se vio obligado a dimitir la corona el 30 de enero de 1465, pero esta vez obtuvo en resarcimiento sendos feudos.
Tras la muerte de Kettils Karlsson, se levantó una disputa entre Jöns Bengtsson y varios miembros de la nobleza, entre los que destacaba la familia Tott. En el conflicto, el partido de Carlos aumentó considerablemente su influencia. El regente Erik Axelsson rompió relaciones con Cristián y en septiembre de 1467, Carlos volvió a ser llamado a encargarse del reino. El 12 de noviembre de 1467, Carlos hizo su entrada en Estocolmo como rey, por tercera ocasión.
El partido unionista, liderado entonces por Erik Karlsson, se recuperó y nuevamente entró en discordia con el rey Carlos.

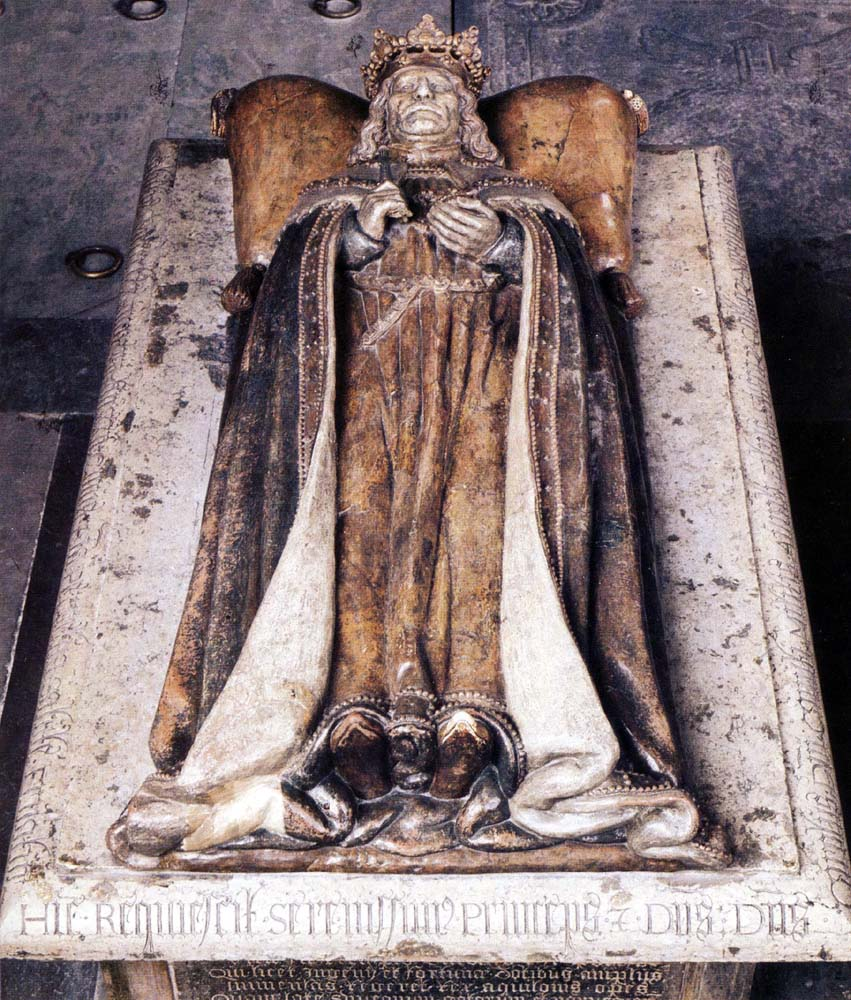
Tumba de Carlos en Estocolmo

Fue sepultado la iglesia del convento franciscano de Estocolmo (actualmente iglesia de Riddarholmen).

## Matrimonios y descendencia
Se casó en tres ocasiones. Su primer matrimonio fue en 1429 con Brígida Turesdotter. El 10 de mayo de 1438 se desposó con Catalina Karsldotter. En su lecho de muerte, en 1470, contrajo nupcias con su amante, Cristina Abrahamsdotter.
Hijos con Brígida Turesdotter:
1. Ture Karlsson (falleció en 1447).
2. Cristina Karlsdotter (1432-1500).

Hijas con Catarina Karlsdotter:
1. Margarita Karlsdotter.
2. Magdalena Karlsdotter.
3. Brígida Karlsdotter.

Hijos con Cristina Abrahamsdotter:
1. Ana Karlsdotter.
2. Carlos Karlsson.

## Legado
Los métodos crueles que Carlos utilizó en sus primeros años para librarse de sus adversarios, son responsbles de que se le haya considerado un personaje ambicioso y despótico. No obstante, en el siglo XVI, Carlos fue reconocido como un patriota que buscó la independencia de Suecia. Su gobierno fue la punta de lanza de la oposición sueca a la Unión de Kalmar, ejemplo que seguirían los regentes Sten Sture el Viejo, Svante Nilsson, Sten Sture el Joven y finalmente Gustavo I Vasa, y que finalizaría con la disolución oficial de la unión.
La familia Bonde ha permanecido en la nobleza sueca hasta la actualidad, pero no ocuparon el trono de ningún estado europeo hasta 1863, con la ascensión al trono de Dinamarca de Cristián IX. Posteriormente, otros descendientes de Carlos han sido reyes de Noruega, Reino Unido y Grecia.
| Predecesor: Erik de Pomerania                       | Regente de Suecia 1438-1440 | Sucesor: Cristóbal de Baviera                      |
| Predecesor: Bengt Jönsson y Nils Jönsson (regentes) | Rey de Suecia 1448-1457     | Sucesor: Jöns Bengtsson y Erik Axelsson (regentes) |
| Predecesor: Cristóbal de Baviera                    | Rey de Noruega 1449-1450    | Sucesor: Cristián I                                |
| Predecesor: Cristián I                              | Rey de Suecia 1464-1465     | Sucesor: Kettil Karlsson (regente)                 |
| Predecesor: Erik Axelsson (regente)                 | Rey de Suecia 1467-1470     | Sucesor: Sten Sture el Viejo (regente)             |